# Даманаки, Мария
Мария Даманаки (греч. Μαρία Δαμανάκη; род. 31 мая 1952, Айос-Николаос) — греческая политическая деятельница, бывшая первая глава левой партии Синаспизмос, экс-депутат греческого парламента от Всегреческого социалистического движения (ПАСОК) и европейский комиссар по морским делам и рыболовству.
Также работала в качестве глобального управляющего директора по океанам в природоохранной организации The Nature Conservancy. В этом качестве возглавляла всемирную команду, сосредоточенную на глобальном управлении человеческой деятельностью в океанах, включая устойчивый контроль над рыболовством, крупномасштабную защиту и восстановление коралловых рифов и других экосистем, устойчивость прибрежных районов, а также картографирование и количественную оценку полной ценности мирового океана для человечества.

## Биография

### Ранние годы и образование
Даманаки родилась в Агиос-Николаосе на Крите в 1952 году и изучала химическую инженерию в Национальном техническом университете Афин.

### Политическая карьера
В студенческие годы Даманаки стала членом Коммунистической молодёжи Греции — молодёжной организации Коммунистической партии Греции (КПГ). Она приняла активное участие в антидиктаторской борьбе, в том числе непосредственно участвовала в знаменитом восстании в Афинском политехническом университете. Даманаки была голосом радио «δώ Πολυτεχνείο» («Это политехнический институт»), через которое восставшие студенты призывали остальных греческих граждан поддержать их выступление. Она была арестована и подвергнута пыткам со стороны режима «чёрных полковников».

#### Депутат парламента (1977—1993)
После падения хунты и перехода к демократии Даманаки стала одной из самых узнаваемых в числе молодых левых политиков. С 1977 по 1993 год она последовательно избиралась в парламент Греции, сначала от Коммунистической партии, а затем от Синаспизмос — новой левой коалиции, а затем единой партии, президентом которой она стала в 1991 году. Это сделало её первой женщиной, возглавившей партию в Греции, а также первой женщиной, избранной вице-спикером парламента (в 1986 году).
Даманаки дважды выдвигалась кандидатом в мэры Афин: в 1994 году от Синаспизмос, а в 1998 году при поддержке Синаспизмос и ПАСОК. На вторых выборах она заняла второе место, потерпев поражение от Димитриса Аврамопулоса, поддерживаемого консервативной партией «Новая демократия».
После парламентских выборов 1993 года, когда для попадания в парламент Синаспизмос не хватило нескольких тысяч голосов, Мария Даманаки сложила свои полномочия руководительницы партии. Когда Синаспизмос начал процессы сближения с более мелкими левыми партиями для формирования Коалиции радикальных левых (СИРИЗА), не верившая в успех предприятия Даманаки перешла в традиционную партию социал-демократии, Всегреческое социалистическое движение (ПАСОК).

#### Еврокомиссар (2010—2014)

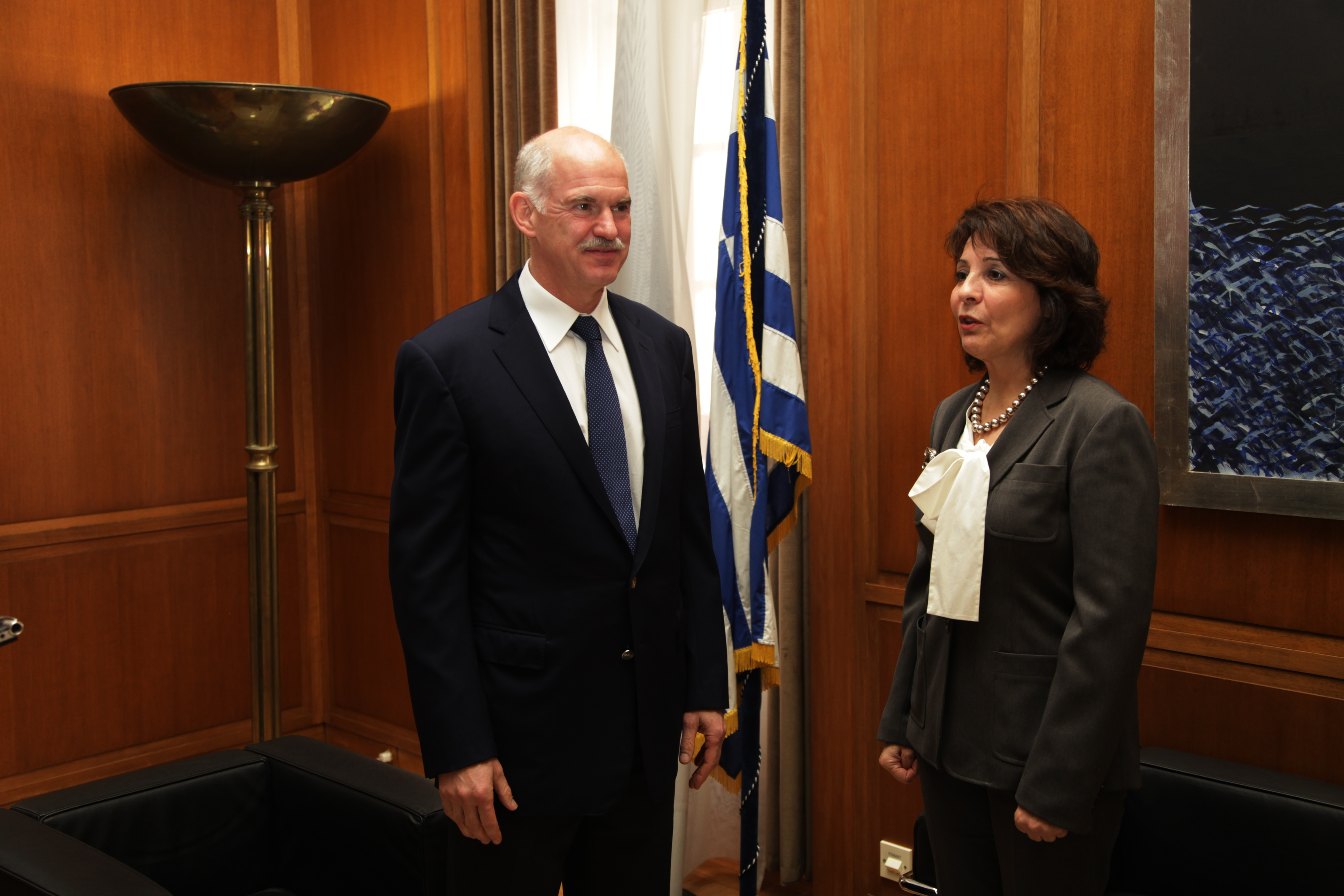
Георгиос Папандреу и Мария Даманаки

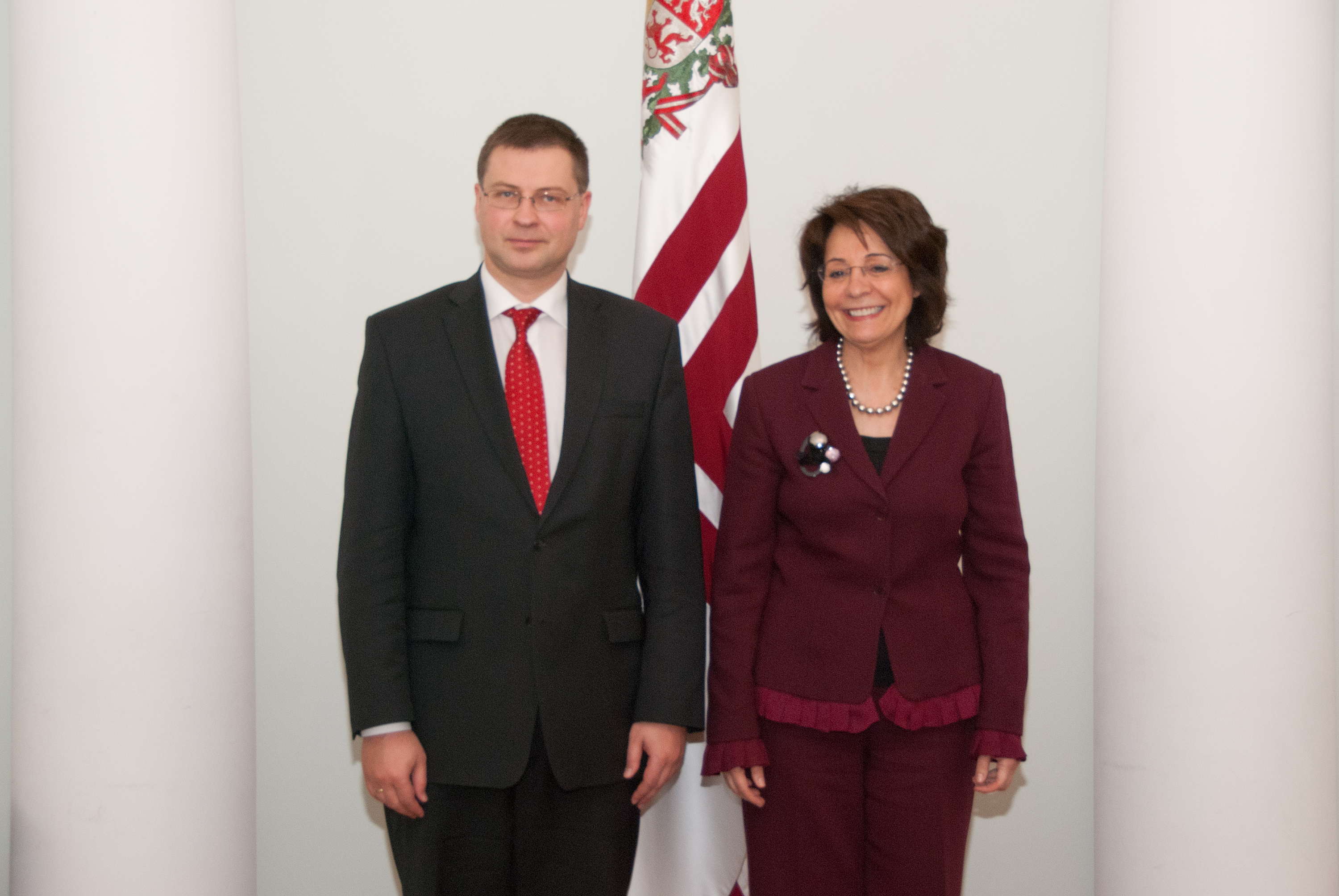
Валдис Домбровскис и Мария Даманаки

В ноябре 2009 года Даманаки была назначена представительницей Греции в Европейской комиссии, а 27 ноября 2009 года — избрана уполномоченной по морским делам и рыболовству на период с 2010 по 2014 год. Четыре года она проработала комиссаром Европейского Союза по морским делам и рыболовству.
В роли еврокомиссара ей удалось вернуть популяцию рыб к более здоровому уровню — с пяти устойчивых запасов в 2010 году до 27 в 2014 году. Указывалось, что приложение её усилий может привести к увеличению вылова рыбы в море на 15 миллионов тонн, увеличению числа рабочих мест в отрасли в Европе на 30 % и дополнительному доходу, эквивалентному более 2 миллиардам долларов США. Она также представила и реализовала программу для морей и океанов Blue Growth, направленную на создание 1,6 миллиона новых рабочих мест и дохода, эквивалентного 750 миллиардам долларов США, к 2020 году в таких секторах, как прибрежный туризм, энергия океана и морские биотехнологии.

### Сочинения
Даманаки также является автором четырёх книг: «Женское лицо власти» (Το θηλυκό πρόσωπο της εξουσίας, 1995), «Возвращение политики» (Η επιστροφή τη Πολιτικής, 2001), «Возвращение политики — европейская перспектива» (2004) и «Университет в переходном процессе» (2006).